# Marsteinen
Marsteinen är en kulle i Antarktis. Den ligger i Östantarktis. Norge gör anspråk på området. Toppen på Marsteinen är 230 meter över havet, eller 130 meter över den omgivande terrängen. Bredden vid basen är 1,7 km.
Terrängen runt Marsteinen är huvudsakligen platt, men åt sydost är den kuperad. Trakten är obefolkad. 